# J. S. Bach-Stiftung
Die J. S. Bach-Stiftung ist eine im Jahr 1999 gegründete Schweizer Stiftung mit Sitz in St. Gallen. Sie realisiert die Aufführung und Dokumentation des gesamten Vokalwerks von Johann Sebastian Bach. Künstlerischer Leiter ist Rudolf Lutz.

## Vorhaben
Ziel der Stiftung ist es, das gesamte Vokalwerk Johann Sebastian Bachs (200 Kantaten, sechs Motetten, diverse Messen-Sätze, Oratorien, Passionen und die h-Moll-Messe) öffentlich aufzuführen und in Videoaufnahmen zu dokumentieren. Bei einer Aufführung pro Monat wird derzeit (2025) wird mit einem Abschluss des Projekts im Jahr 2027 gerechnet.
Die Stiftung will ausserdem das Kulturleben in der Region Ostschweiz fördern.

## Geschichte und Organisation
Gründer der J. S. Bach-Stiftung sind Rudolf Lutz und der Unternehmer Konrad Hummler. Die erste Kantatenaufführung fand am 24. November 2006 statt.
Der Stiftungsrat besteht aus Konrad Hummler (Vorsitzender), Cla Reto Famos und Christoph Rohner. Der Bach-Experte Anselm Hartinger unterstützt die Arbeit der Stiftung als musikwissenschaftlicher Berater.
2011 wurde als eine zweite Stiftung die Internationale J. S. Bach-Stiftung Zürich gegründet. Diese verfolgt das Ziel, die Arbeit der J. S. Bach-Stiftung über deren ursprüngliches Wirkungsgebiet in der Ostschweiz hinaus bekannter zu machen – in der ganzen Schweiz und international. Zu diesem Zweck organisiert sie die Fianazierunt sowie die Auftritte von Chor und Orchester bei Musikfestivals und betreut die Social Media. Gerhard Schwarz leitet den vierköpfigen Stiftungsrat der J. S. Bach-Stiftung Zürich, Anneliese Looser fungiert als Geschäftsführerin. Zur Entlastung der J. S. Bach-Stiftung wurde deren operative Tätigkeit Anfang 2016 auf eine Tochtergesellschaft übertragen, die seit 2017 unter J. S. Bach St. Gallen AG firmiert; Anne-Kathrin Topp fungiert als Geschäftsführerin.

## Aufführungen
Jede Kantate wird pro Abend zweimal aufgeführt, zwischen den beiden Aufführungen wird eine Reflexion über den Kantatentext vorgetragen.
Vor der Aufführung führen Rudolf Lutz und ein Theologe das Publikum in das Werk ein. Die Werkeinführungsblätter werden dem Publikum ausgehändigt und sind online abrufbar.
Im Wechselspiel mit Lutz beleuchtet ein Pfarrer theologische Aspekte der Kantate. Dieser Part wurde mehr als elf Jahre lang und bei über 100 Kantaten von Karl Graf übernommen. Graf war von 1966 bis 1993 Pfarrer an der evangelischen Stadtkirche St. Laurenzen in St. Gallen gewesen und hatte dort mit Lutz zusammengearbeitet, der von 1973 bis 2013 als Organist in St. Laurenzen tätig war. Letztmals wirkte Karl Graf bei einer Werkeinführung im April 2018 mit, im Rahmen der Uraufführung der Landsgemeindekantate, die Rudolf Lutz im Stil von Johann Sebastian Bach komponiert hatte und an der Karl Graf als Librettist beteiligt war. Seit August 2018 gestaltet Niklaus Peter-Barth, Pfarrer am Fraumünster in Zürich und Dekan des Pfarrkapitels der Stadt Zürich, gemeinsam mit Rudolf Lutz die Werkeinführungen.

### Die „Reflexionen“
Referenten aus verschiedenen Wissenschafts- und Erfahrungsgebieten tragen im Rahmen der Aufführung eine auf die Thematik der Kantate abgestimmte «Reflexion» vor. Zu den bisherigen Referenten zählen unter anderen:
- die Theologen Christina Aus der Au, Michael von Brück, Anselm Grün, Eberhard Jüngel, Karl-Josef Kuschel, Ulrich Luz, Christian Rutishauser, Fulbert Steffensky, Notker Wolf
- die Musikwissenschaftler Peter Gülke, Christoph Wolff, Peter Wollny und der Komponist Roland Moser
- die Schriftsteller, Publizisten und Journalisten Elisabeth Binder, Iso Camartin, Hans Magnus Enzensberger, Hanna Johansen, Michael Köhlmeier, Michael Krüger, Sibylle Lewitscharoff, Hugo Loetscher, Adolf Muschg, Robert Nef, Hanns-Josef Ortheil, Angelika Overath, Thomas Rosenlöcher, Rüdiger Safranski, Urs Widmer, Arthur Godel, Rainer Hank, Gottlieb F. Höpli, Cornelia Kazis, Martin Meyer, Klara Obermüller, Manfred Papst, Urs Schoettli, Gerhard Schwarz und Karen Horn
- die Literatur- und Kulturwissenschaftler Johannes Anderegg, Manfred Koch, Stefan Sonderegger, Stefan Stirnemann, Rudolf Wachter, Rüdiger Görner, Alois Maria Haas, Hildegard Elisabeth Keller, Gunhild Kübler, Beatrice von Matt, Volker Meid, Barbara Neymeyr, Christiaan L. Hart Nibbrig, Thomas Sprecher, Aleida Assmann, Elisabeth Bronfen, Ulrike Landfester, Kulturwissenschaftler Jan Assmann
- die Philosophen Barbara Bleisch, Ursula Pia Jauch, Georg Kohler, Konrad Paul Liessmann, Annemarie Pieper, Markus Wild
- die Historiker und Kunsthistoriker Leonhard Horowski und Monica Rüthers, Thomas D. Trummer
- der Bildhauer Ludwig Stocker
- der Soziologe Peter Gross und der Sozialwissenschaftler Beat Kappeler
- die Kommunikationswissenschaftlerin Miriam Meckel
- die Psychologen Verena Kast, Andreas Kruse, Ernst Pöppel und der Psychotherapeut Tilmann Moser
- die Naturwisschenachftler und  Mediziner Gian Domenico Borasio, Daniel Hell, Jürg Kesselring, Oswald Oelz,  Gottfried Schatz
- die Juristen  Rainer Erlinger und Kerstin Odendahl, Bernd Rüthers, Gerhard Walter
- die Unternehmer und Manager Konrad Hummler, Rolf Soiron und Rudolf Wehrli
- die Politiker Muhterem Aras, Josef Estermann, Hans Rudolf Merz
- die Diplomatin Heidi Tagliavini

### Örtlichkeiten

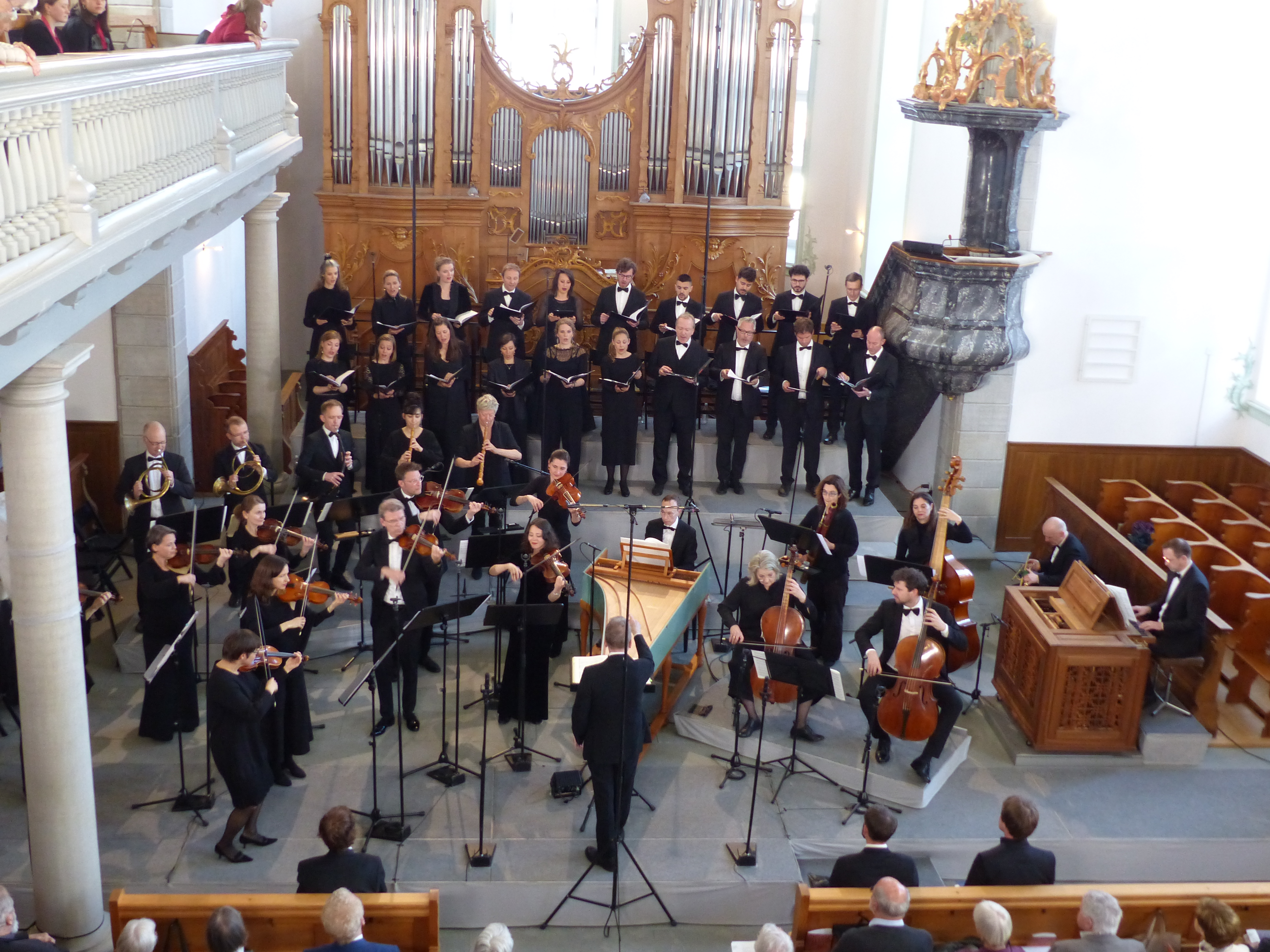
Aufführung der Kantate «Auf Christi Himmelfahrt allein» der J. S. Bach-Stiftung am 26. April 2024 in der Reformierten Kirche Trogen

Die Kantaten werden zumeist in der Reformierten Kirche in Trogen aufgeführt. Weitere Konzertorte waren im Raum Appenzell / St. Gallen die reformierte Kirche Speicher, die reformierte Kirche Teufen, die Kirche St. Mangen in St. Gallen, die Kirche St. Peter in Zürich, das «Forum Würth» in Rorschach, der «Fürstenlandsaal» in Gossau, das Gipfelrestaurant Chäserrugg und die OLMA-Halle 2.0 in St. Gallen. Die Stiftung hat Aufführungen auch im Ausland und Tourneen in der Schweiz organisiert.

### Chor und Orchester
Der Chor und Orchester der Stiftung stehen unter der Leitung von Rudolf Lutz. Das Ensemble führt die Kantaten mit der erforderlichen variablen Besetzung auf und orientiert sich an der historischen Aufführungspraxis.
Von 2006 bis im Januar 2011 trat das Vokal- und Instrumentalensemble unter dem Namen Schola Seconda Pratica auf. Der Fachbegriff seconda pratica bezieht sich auf den seinerzeit neuartigen Stil der frühen Barockmusik, insbesondere bei Claudio Monteverdi.

### Instrumentalsolisten
Bei manchen Kantaten sind auch Instrumentalsolisten gefordert. Auf der Violino piccolo wirkte Chiara Banchini mit, auf der Barockvioline Amandine Beyer, Michi Gaigg und John Holloway; mit dem Cello piccolo Christophe Coin. Auf der Flauto piccolo spielte Maurice Steger. Mit dem Zink ist Frithjof Smith vertreten. An der Orgel wird das Orchester begleitet von Markus Märkl und Norbert Zeilberger, am Cembalo von Jörg-Andreas Bötticher. Bei Kantaten in kleinerer Besetzung ist Rudolf Lutz am Cembalo oft spielend und dirigierend vor dem Ensemble.

### Vokalsolisten
Zu den öfters Mitwirkenden zählen beispielsweise die Sängerinnen Hana Blažíková, Elvira Bill, Miriam Feuersinger, Ulrike Hofbauer, María Cristina Kiehr, Dorothee Mields, Margot Oitzinger, Sibylla Rubens, Gerlinde Sämann, Johannette Zomer, Julia Sophie Wagner, Marie Luise Werneburg und Nuria Rial. Auch Markus Flaig, Wolf Matthias Friedrich, Peter Harvey, Alex Potter, Raphael Höhn, Daniel Johannsen, Peter Kooij, Stephan MacLeod, Jan Börner, Hans Jörg Mammel, Klaus Mertens, Georg Poplutz, Sören Richter, Gerd Türk, Manuel Walser, Terry Wey und Dominik Wörner sind schon mehrmals im Rahmen des Projektes aufgetreten.

## Veröffentlichungen
In der Reihe „Bachipedia“ werden seit August 2015 werden sämtliche Einspielungen über eine eigene Streaming-Plattform verbreitet.

### Social Media
Die J. S. Bach-Stiftung ist seit 2009 bei YouTube und Facebook präsent. Auf ihrem YouTube-Kanal präsentiert sie ausgewählte Aufnahmen und Ausschnitte aus den Aufnahmen, zum Beispiel Einzelsätze der Kantaten sowie Beispiele von Workshops und Reflexionen. Der Kanal erreicht 66'100 Abonnenten und verzeichnet eine Gesamtzahl von mehr als 23,9 Millionen Aufrufen (Stand April 2025). Die Facebook-Seite der Stiftung hat mehr als 293.000 Abonnenten und auf Instagram folgen der J. S. Bach-Stiftung 21'500 Personen.
Im Jahr 2011 hat die J. S. Bach-Stiftung bei der ersten Verleihung des Schweizer Social Media Award den dritten Rang erzielt. Im Jahr 2014 wurde die Facebook-Seite der J. S. Bach-Stiftung bei einem von dem Schweizer Software-Unternehmen Beecom veranstalteten Wettbewerb von mehr als 10.000 Fans unterstützt und erwies sich unter den 77 Nominierten als zweitbeliebteste Facebook-Seite der Schweiz.

### CD / DVD
Eine Sammlung von allen DVDs mit den Workshop- und Konzertmitschnitten eines «Bachjahres» erscheint
Seit 2011 werden jährlich drei CDs mit jeweils drei Kantaten publiziert. Ab 2019 wurde die Anzahl Neuerscheinungen auf vier Kantaten-CDs erhöht.
- J. S. Bach: Matthäus-Passion, BWV 244. Charles Daniels (Evangelist), Peter Harvey (Jesus), Joanne Lunn (Sopran), Margot Oitzinger (Alt), Charles Daniels (Tenor), Wolf Matthias Friedrich (Bass). Chor und Orchester der J. S. Bach-Stiftung. Rudolf Lutz (Leitung). J. S. Bach-Stiftung, St. Gallen 2014; Co-Produktion mit Radio SRF 2 Kultur.[23][24][25]
- J. S. Bach: Clavierübung III. Johannes Lang (Kuhn-Orgel der ref. Kirche Stein AR, Metzler-Orgel der kath. Kirche Gams), Vokalquartett der J. S. Bach-Stiftung.  2 CDs. Gallus-Media, 2017.[26]
- Georg Friedrich Händel: L’Allegro, il Penseroso ed il Moderato, HWV 55. Joanne Lunn (Sopran), Charles Daniels (Tenor), Peter Harvey (Bass); Chor & Orchester der J.S. Bach-Stiftung, Leitung Rudolf Lutz. Gallus-Media, 2016.
- J. S. Bach: h-Moll-Messe, BWV 232. Julia Doyle (Sopran), Alex Potter (Altus), Daniel Johannsen (Tenor), Klaus Mertens (Bass); Chor & Orchester der J. S. Bach-Stiftung, Leitung Rudolf Lutz. Gallus-Media, 2017.
- J. S. Bach: Johannespassion, BWV 245. Julia Doyle (Sopran), Alex Potter (Altus), Daniel Johannsen (Evangelist – Tenor), Johannes Kaleschke (Arien – Tenor) Peter Harvey (Jesus – Bass) und Matthias Helm (Pilatus und Arie Nr. 24 – Bass); Chor & Orchester der J. S. Bach-Stiftung, Leitung Rudolf Lutz. Gallus-Media, 2019.

Die Reflexionen zu den Kantatentexten werden elektronisch in Deutsch, Englisch und Spanische auf Bachipedia veröffentlicht.

## Rezeption

### Presse
Konzert-Besprechungen erscheinen regelmässig im St. Galler Tagblatt. Dort erschien auch die erste Rezension zur Aufnahme der Matthäus-Passion. Gelegentlich berichten auch Aargauer Zeitung, Basler Zeitung, Basellandschaftliche Zeitung, Der Landbote, Handelszeitung, Weltwoche und die Neue Zürcher Zeitung über das Projekt und seine Aktivitäten. Beiträge brachten ferner die Leipziger Volkszeitung, die Fränkische Landeszeitung, die Schwäbische Zeitung, und der Südkurier, dazu Musik & Theater und das Mitteilungsblatt der NBG.

### Hörfunk
Sendungen mit Einspielungen (CD, DVD) und Berichte über die Projektarbeit wurden bislang (Stand Februar 2015) ausgestrahlt von den Sendern BR-Klassik, Deutschlandfunk, ERF Plus, Espace 2, hr2-kultur, Kulturradio (RBB), mdr Kultur, NDR Kultur, SRF 1, SR2 Kulturradio, SRF 2 Kultur, SWR2, WDR 3.